# Salvinia martynii
Salvinia martynii är en simbräkenväxtart som beskrevs av Kopp. Salvinia martynii ingår i släktet Salvinia och familjen Salviniaceae. Inga underarter finns listade.